# Gottlob Christian Storr
Gottlob Christian Storr (Stoccarda, 10 settembre 1746 – Stoccarda, 17 gennaio 1805) è stato un teologo tedesco.

## Biografia
Era figlio del teologo Johann Christian Storr (1712-1773) e il fratello maggiore del naturalista Gottlieb Conrad Christian Storr (1749–1821). Storr studiò filosofia e teologia presso l'Università di Tubinga, dove i suoi insegnanti erano Jeremias Friedrich Reuß (1700-1777) e Johann Friedrich Cotta (1701-1779). Dopo il completamento del suo esame teologico nel 1768, intraprese un viaggio educativo con suo fratello attraverso la Germania, i Paesi Bassi, l'Inghilterra e la Francia. Nel 1775 diventò vicario di Stoccarda e due anni dopo tornò a Tubinga come professore associato di filosofia e teologia. Nel 1786 raggiunse una cattedra a Tubinga, e nel 1797 tornò a Stoccarda come Oberhofprediger.
Fu un avido sostenitore del Supranaturalismo biblico e fu fondatore della scuola Ältere Tübinger Schule. I suoi punti di vista conservatori ortodossi nella teologia lo hanno messo in contrasto con i proponenti dell'illuminismo, del razionalismo e della filosofia kantiana. Due dei più noti seguaci di Storr erano Friedrich Gottlieb Süskind (1767-1829) e Johann Friedrich Flatt (1759-1821).
Egli fu il primo a proporre che il libro del Nuovo Testamento di Marco fu scritto prima degli altri Vangeli (priorità marciana).

## Opere principali
- "Observationes super Novi Testamenti versionibus syriacis", 1772.
- "Dissertatio de evangeliis arabicis", 1775.
- Neue Apologie der Offenbarung Johannis, 1783.
- Über den Zweck der evangelischen Geschichte und der Briefe Johannis, 1786, second edition 1810.
- "Doctrinae christianae pars theoretica", 1793 (Tradotto in tedesco da Johann Friedrich Flatt in 1813).
- "Opuscula academica ad interpretationem librorum sacrorum pertinentia" (1796–97), 2 volumi.[5]